# Широківський сільський округ
Широ́ківський сільський округ (каз. Широкое ауылдық округі, рос. Широковский сельский округ) — адміністративна одиниця у складі Сандиктауського району Акмолинської області Казахстану. Адміністративний центр — село Богородка.
Населення — 614 осіб (2021; 848 у 2009, 1177 у 1999, 1498 у 1989).
Станом на 1989 рік існувала Широківська сільська рада (села Богородка, Дорогинка).

## Склад
До складу округу входять такі населені пункти:
| Населений пункт | Населення, осіб (1989) | Населення, осіб (1999) | Населення, осіб (2009) | Населення, осіб (2021) |
| --------------- | ---------------------- | ---------------------- | ---------------------- | ---------------------- |
| Богородка, село | 883                    | 642                    | 586                    | 384                    |
| Дорогинка, село | 615                    | 535                    | 262                    | 230                    |